# Wechsel im Ausdruck
Der Wechsel im Ausdruck, auch Variation im Ausdruck, ist eine rhetorische Stilfigur, die eine durch Wiederholung verursachte Monotonie vermeiden soll. Die Vermeidung erfolgt dabei beispielsweise durch Verwendung von Synonymen, einer Abstraktion oder Umschreibungen (Periphrasen) anstelle der Wiederholung. Umfassendere Oberbegriffe, die den Wechsel des Ausdrucks enthalten, sind die Begriffe Variatio und auch Inkonzinnität. 
In folgendem Beispiel wird der Begriff „Mond“ statt einer zweiten Erwähnung durch „Erdtrabant“ ersetzt:

„Auch viele Jahre nach der ersten Landung von Menschen auf dem Mond birgt der Erdtrabant noch immer so manches Geheimnis.“

In wissenschaftlichen Texten (auch in einer Enzyklopädie) ist der Wechsel im Ausdruck meist unerwünscht, weil er das Verständnis erschwert. Denn Umschreibungen und Metaphern müssen als solche erkannt werden, was Zeit braucht, oft Kontextwissen erfordert und die Genauigkeit mindert: Echte Synonyme, die einander in Stilebene und Bedeutung vollkommen entsprechen, sind selten.
Auch außerhalb wissenschaftlicher Texte ist der Wechsel im Ausdruck als Stilmittel umstritten. Prominente Stilkundler wie Wolf Schneider und Ludwig Reiners lehnen ihn aus zwei Gründen ab: 
1. Er führt oft zu Stilblüten wie „Höckertier“ (statt „Kamel“), „Urnengang“ (statt „Wahl“), „Streifen“ (statt „Film“) oder auch „Erdtrabant“ (statt „Mond“).
2. Die Werke großer Autoren wie Luther, Goethe und Lessing zeigen, dass gerade Wiederholungen selbst ein Stilmittel sind, die einem Text Kraft und Rhythmus verleihen.[1]

Im Englischen gibt es den ähnlich benutzten Begriff „Elegant variation“, den Henry Watson Fowler (1858–1933) prägte.